# 16225 Джорджбальдо
16225 Джорджбальдо (16225 Georgebaldo) — астероїд головного поясу, відкритий 29 лютого 2000 року.
Тіссеранів параметр щодо Юпітера — 3,422.